# Mees Bakker
Mees Bakker, né le 11 mars 2001 à Heiloo aux Pays-Bas, est un footballeur néerlandais, qui évolue au poste de gardien de but au FC Den Bosch.

## Biographie

### En club
Natif de Heiloo aux Pays-Bas Mees Bakker est formé par l'AZ Alkmaar à partir de 2011. Il signe son premier contrat professionnel le 14 septembre 2018.
Le 31 août 2020, Bakker prolonge son contrat avec son club formateur jusqu'en 2023. Lors de l'été 2020 il est intégré à l'équipe première en tant que troisième gardien, tout en continuant de garder le but de l'équipe réserve.
Le 7 juillet 2022, Mees Bakker est prêté pour une saison avec option d'achat à De Graafschap.
Bien qu'il ne joue pas beaucoup durant sa première saison, le gardien titulaire étant Hidde Jurjus (en), Mees Bakker voit De Graafschap lui proposer un contrat définitif à la fin de son prêt. Il signe le 1er juin 2023 pour une saison.
Partant comme titulaire lors de la saison 2023-2024, Bakker perd sa place après la trêve hivernale au profit de Thijs Jansen (en), qui lui est préféré jusqu'à la fin de la saison. Son contrat n'est ainsi pas prolongé à la fin de cet exercice.
Mees Bakker s'engage librement avec le FC Den Bosch pour un contrat de trois ans, soit jusqu'en juin 2027. Il a pour ambition de s'imposer comme un titulaire et de jouer beaucoup de matchs. Le transfert est annoncé le 6 juin 2024.

### En équipe nationale
Avec les moins de 17 ans, il participe en championnat d'Europe des moins de 17 ans en 2018. Lors de cette compétition, il joue un seul match, face à la Serbie le 11 mai (victoire 2-0). Le reste du tournoi il est la doublure de Joey Koorevaar. Les Pays-Bas remportent le tournoi en battant l'Italie en finale après une séance de tirs au but.
Depuis 2019 il est sélectionné avec les moins de 19 ans, il porte même le brassard de capitaine lors d'une rencontre face à Israël, lors d'une victoire des jeunes néerlandais le 14 octobre 2019 (0-2).

## Palmarès

### En sélection
- Vainqueur du championnat d'Europe des moins de 17 ans en 2018 avec l'équipe des Pays-Bas des moins de 17 ans